# Čavisov
Čavisov est une commune du district d'Ostrava-Ville, dans la région de Moravie-Silésie, en République tchèque. Sa population s'élevait à 505 habitants en 2021.

## Géographie
Čavisov se trouve à 14 km à l'ouest du centre d'Ostrava et à 263 km à l’est de Prague.
La commune est limitée par Horní Lhota et Dolní Lhota au nord, par Vřesina à l'est, par Klimkovice et Olbramice au sud, et par Zbyslavice et Kyjovice à l'ouest.

## Histoire
La première mention écrite de la localité date de 1377.

## Transports
Par la route, Čavisov se trouve à 16 km de Hlučín, à 23 km d'Ostrava et à 346 km de Prague.